# 二井宿峠
二井宿峠（にいじゅくとうげ）は、宮城県刈田郡七ヶ宿町と山形県東置賜郡高畠町とを結ぶ峠である。
宮城県仙南地方と山形県置賜地方を結ぶ重要な道となっている。二井宿峠はかつては通年通行が可能だったが、つづら折れが続き、大型車は通行止めとなっていた（大型車の脱輪事故も起きた）。1997年（平成9年）に峠の北側を大きく迂回する形で二井宿道路が開通し、大型車も通行可能となった。その結果、旧道の二井宿峠は国道113号の指定から外れ、冬期間は閉鎖された。近年では道路損壊等で通年通行止めとなり、通り抜けができなくなっている。